# بوتیل بوتیرات
بوتیل بوتیرات (به انگلیسی: Butyl butyrate) یک ترکیب شیمیایی با شناسه پاب‌کم ۷۹۸۳ است. 